# Nick, Madžarska
Nick je vas na Madžarskem, ki upravno spada pod Sárvársko okrožje Železne županije.